# Błękitny Meczet w Erywaniu
Błękitny Meczet w Erywaniu (orm. Կապույտ Մզկիթ, Kapujt myzkit; pers. مسجد کبود, Masdżed-e Kabud; azer. Göy məscid) – jedyny meczet w Erywaniu - stolicy Armenii. Znajduje się w centrum miasta, na ulicy Masztoca 12.
W XVI wieku, podczas panowania Imperium Safawidów, szyizm został uznany za religię panującą w Persji, a tym samym na terytorium dzisiejszego Erywania. Meczet został zbudowany w 1765 przez perskiego gubernatora Hosejna Alego Chana jako miejsce piątkowego kazania. Istniała przy nim medresa (szkoła koraniczna). Gdy Rosjanie przejęli Erywań w 1827, Błękitny Meczet był największym z ośmiu meczetów w mieście. W czasach ZSRR, po 1931 roku, meczet zamknięto i urządzono w nim muzeum miejskie. Ponownie zaczął pełnić funkcje religijne po odzyskaniu przez Armenię niepodległości. Jest uważany za symbol dobrosąsiedzkich stosunków między Iranem a Armenią. W latach 1996–1999 został odrestaurowany z funduszy irańskich. Restauracja meczetu nie wśród wszystkich zdobyła uznanie, krytyce poddano to, iż nie zachowano w pełni dawnego wyglądu świątyni.
Meczet wieńczą dwudziestometrowa kopuła i minaret o wysokości 24 metrów, które podobnie jak portal są ozdobione jasnoniebieską, wpadającą w odcień turkusowy mozaiką. Przed budynkiem rozciąga się ogród, w którego centralnej części położona jest fontanna służąca wiernym do rytualnego obmywania się. Wokół ogrodu znajduje się kompleks budynków, a wśród nich biblioteka oraz wystawa irańskiej ceramiki. Całość zajmuje powierzchnię 7000 m². We wnętrzach dominuje minimalizm, ściany nie są pokryte płytkami i nie posiadają typowych elementów z islamską kaligrafią. Prostotą odznaczają się także mihrab i minbar. Meczet można zwiedzać w godzinach od 10 do 13 i od 15 do 18.
Naprzeciwko meczetu, po drugiej stronie ulicy Masztoca, znajduje się duża zabytkowa hala targowa Hajastan Market.

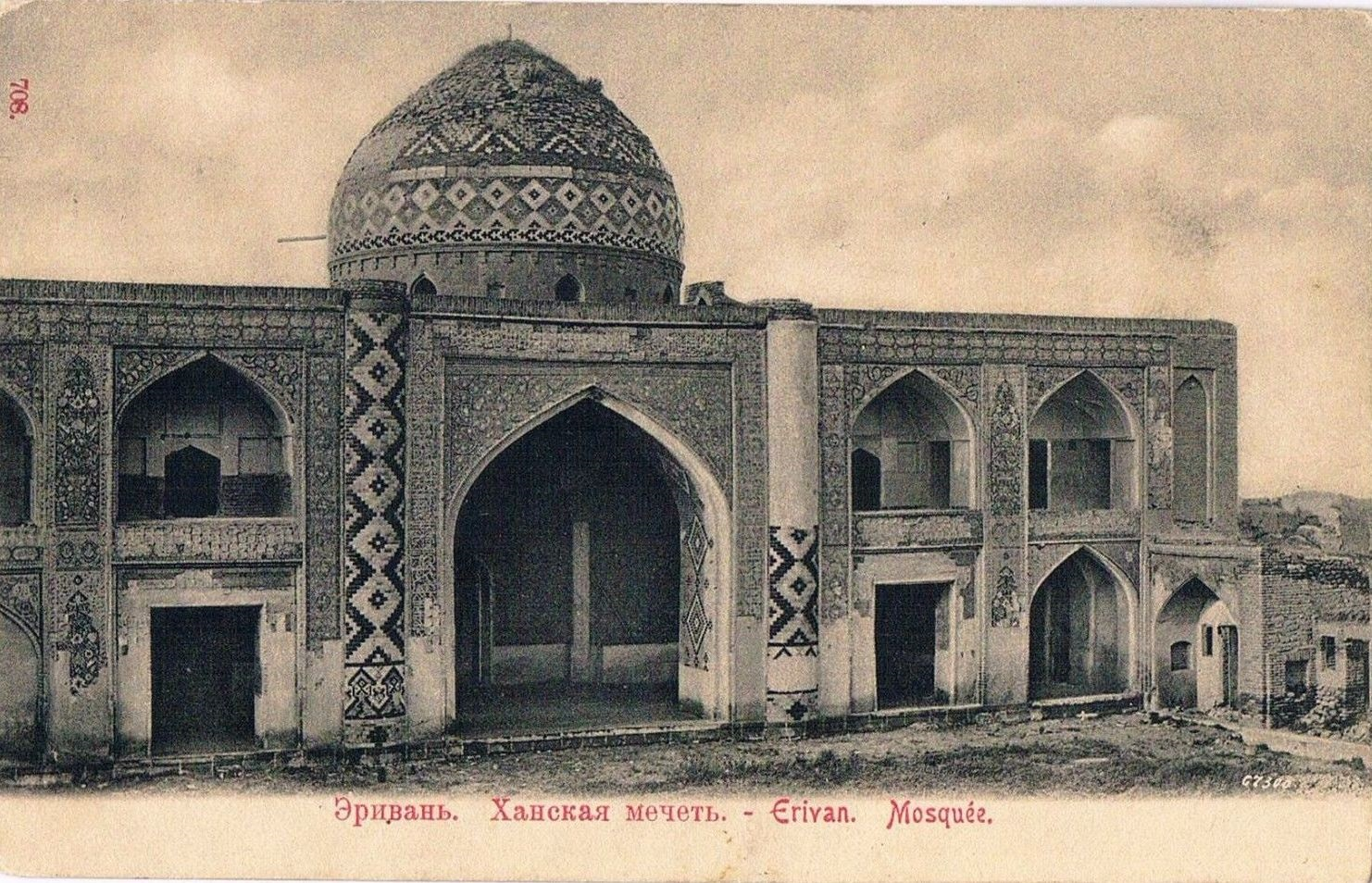
Stara pocztówka
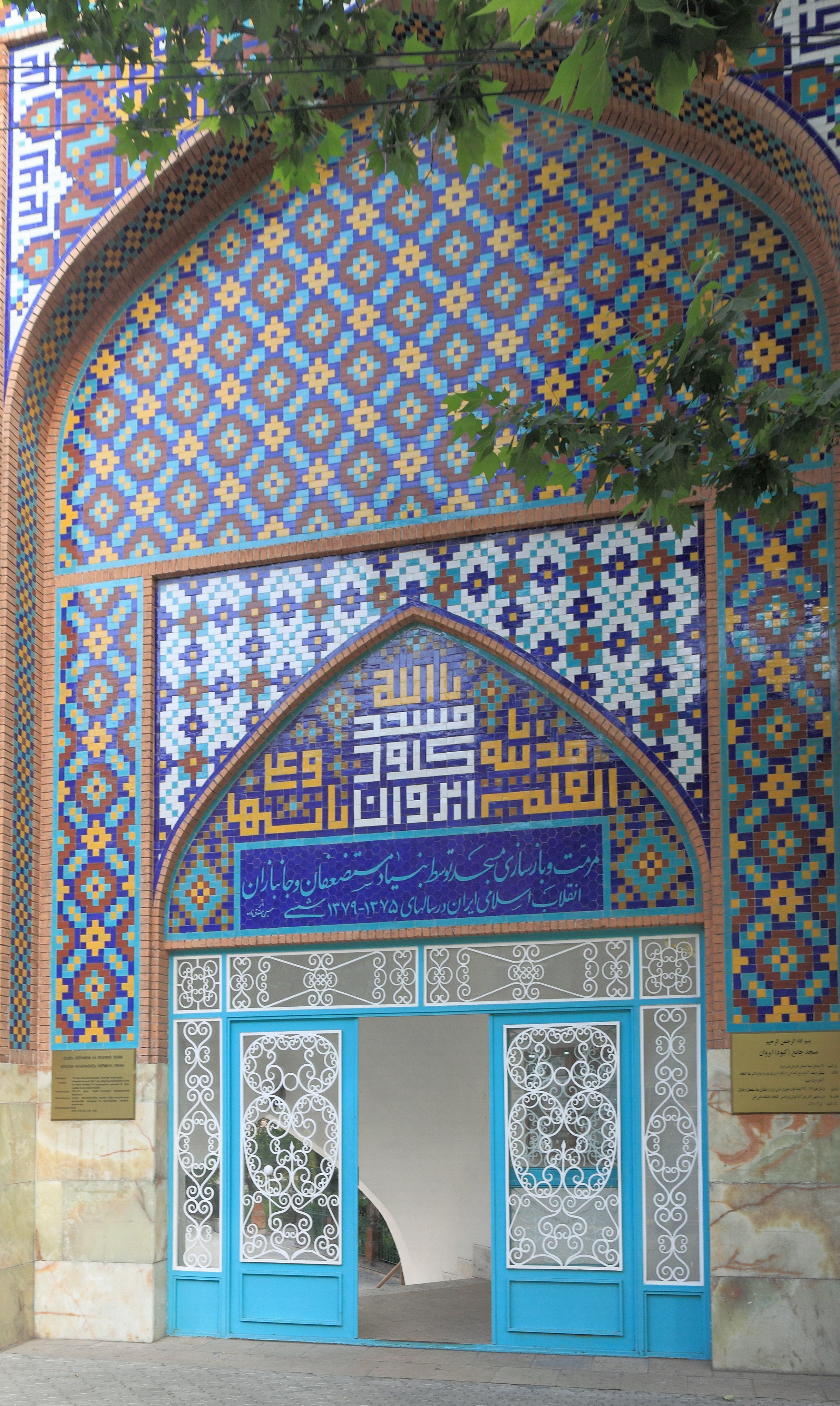
Zdobiony mozaiką portal
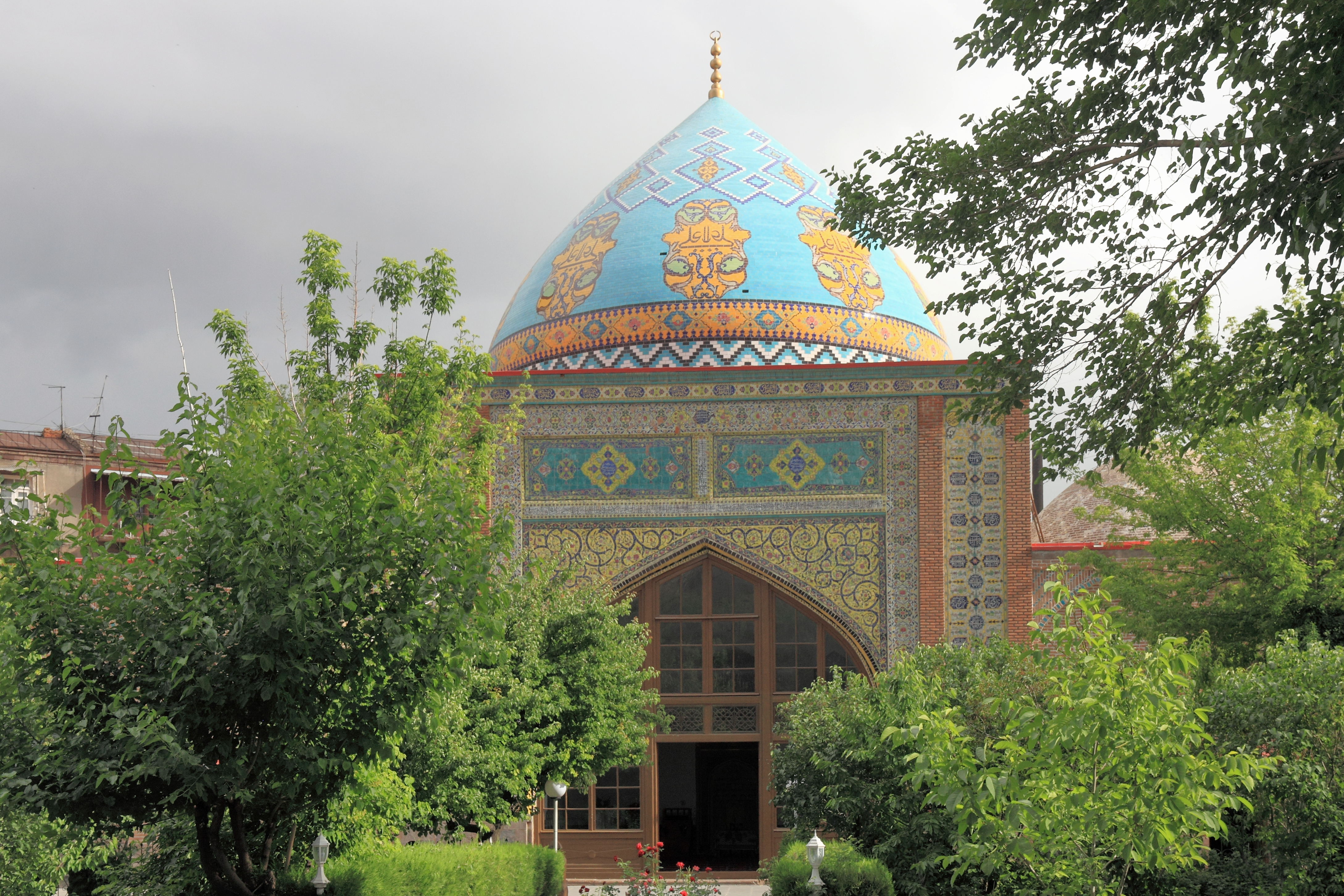
Wejście do meczetu
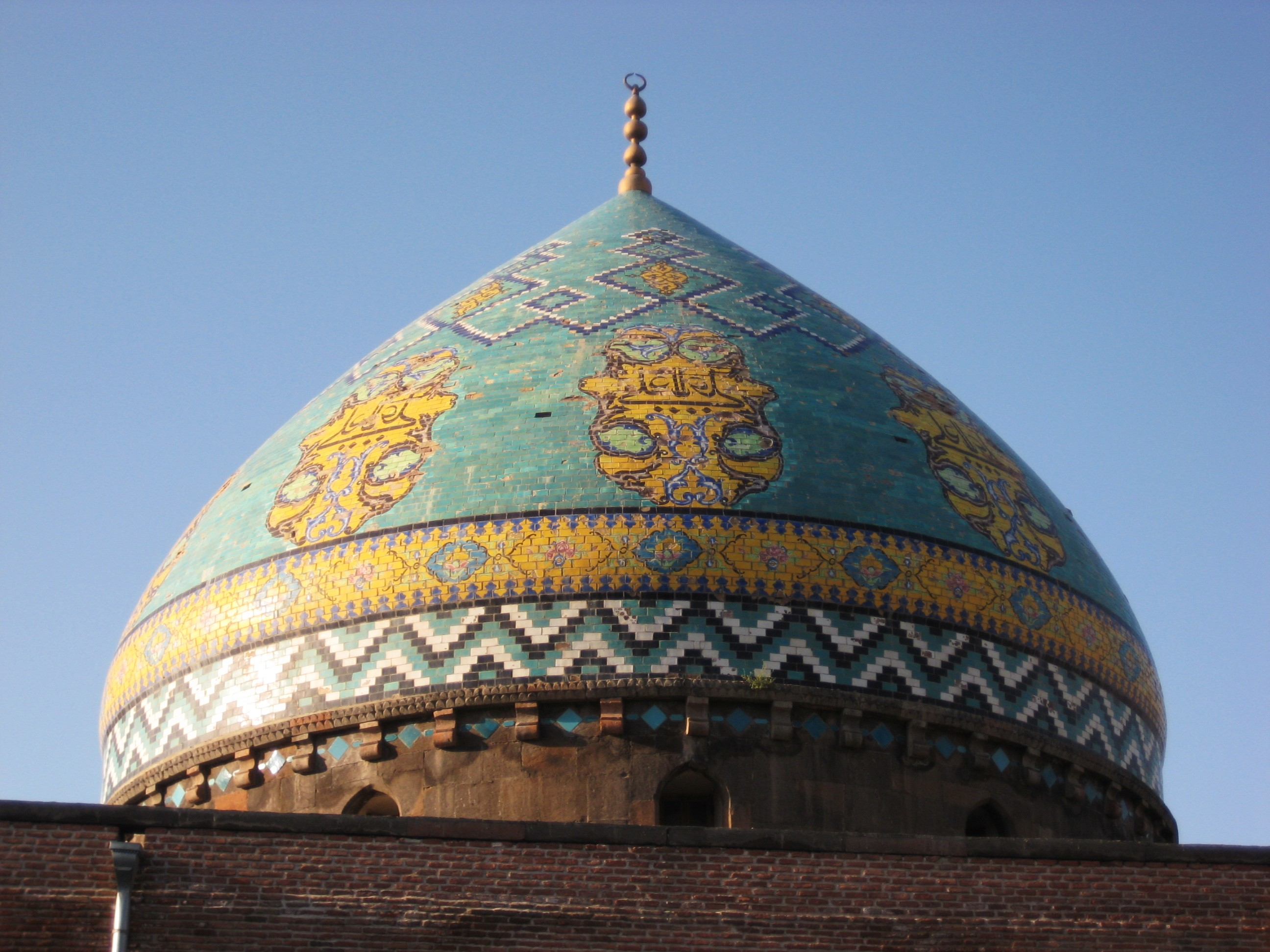
Kopuła meczetu
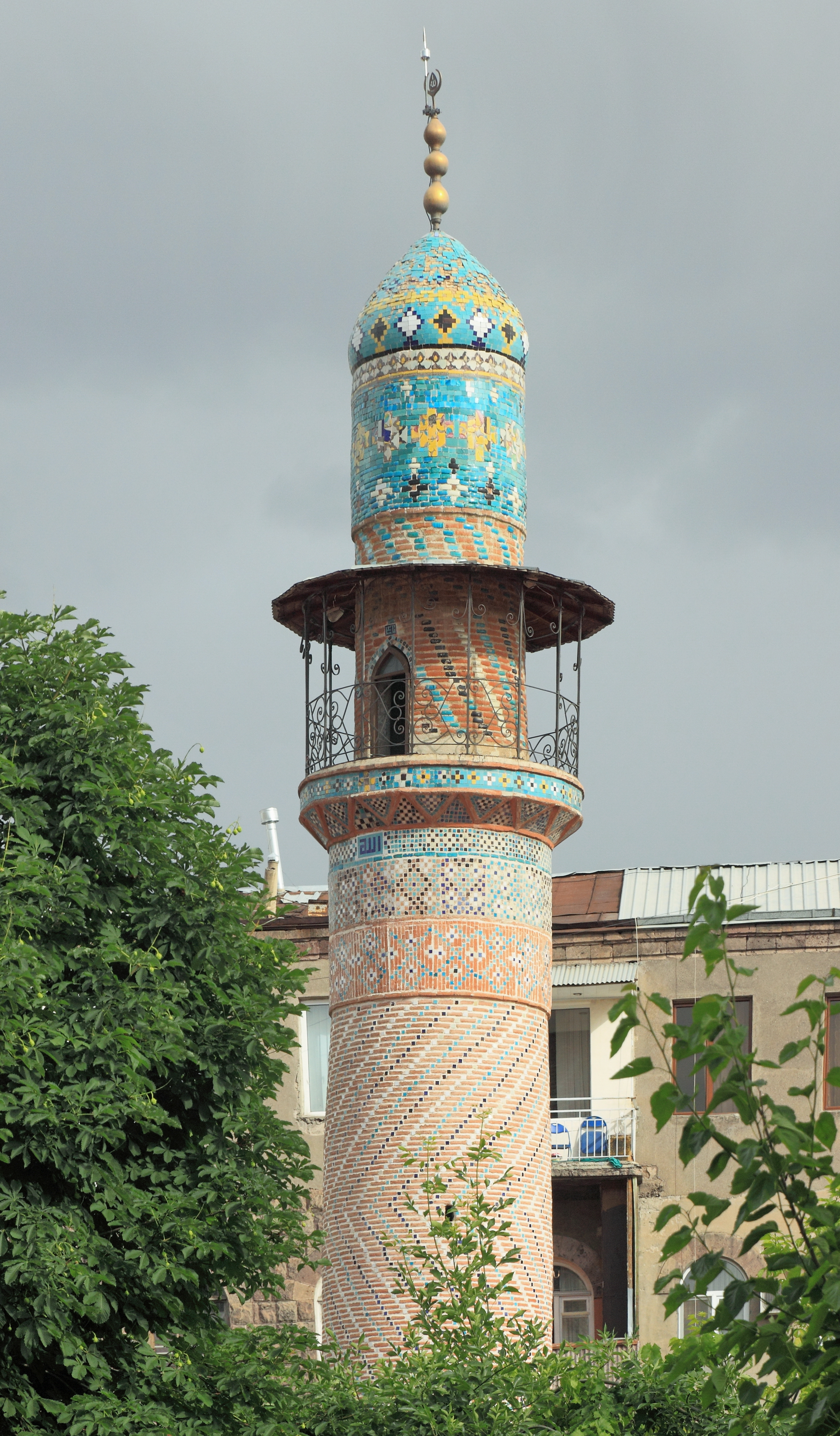
Minaret
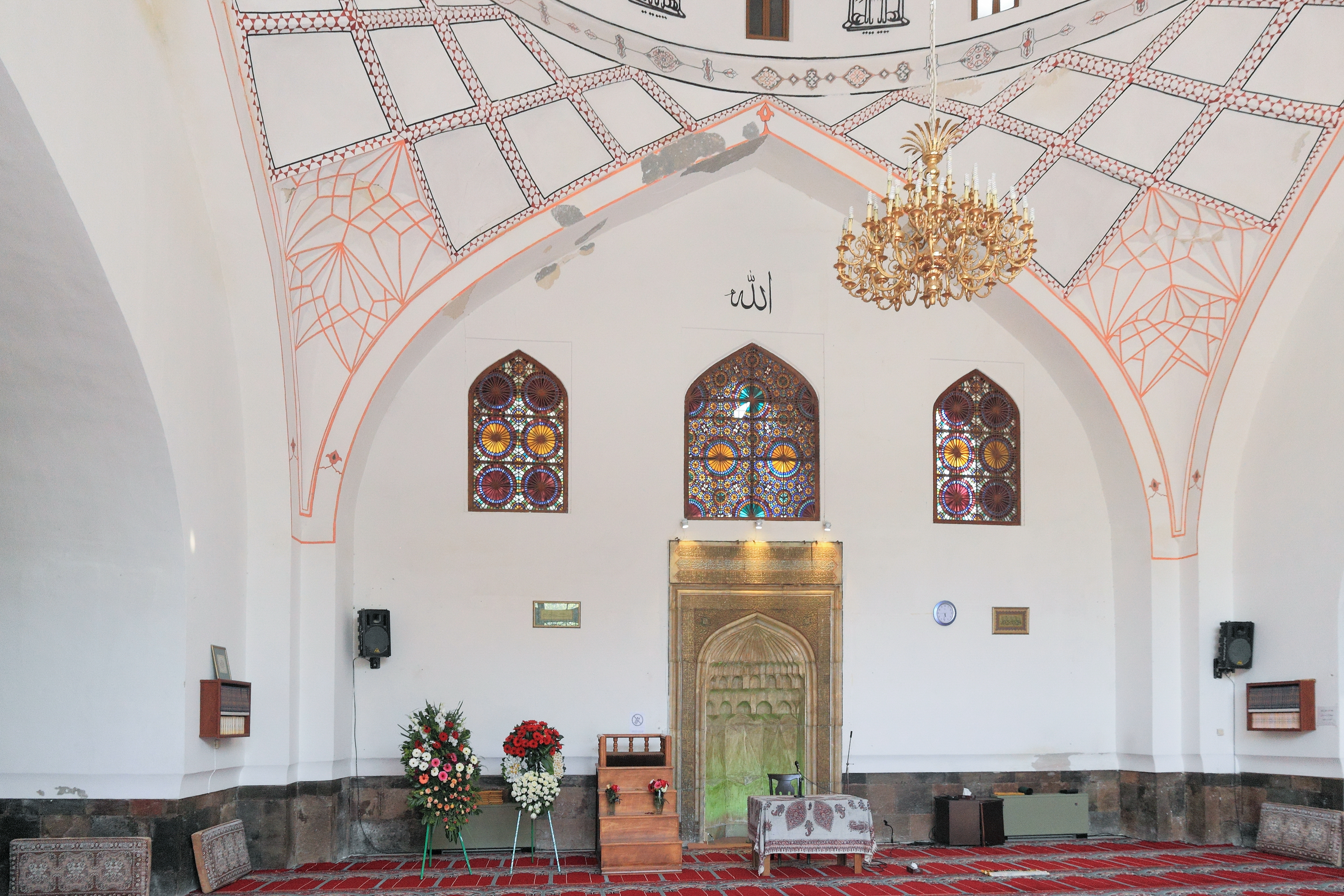
Wnętrze meczetu
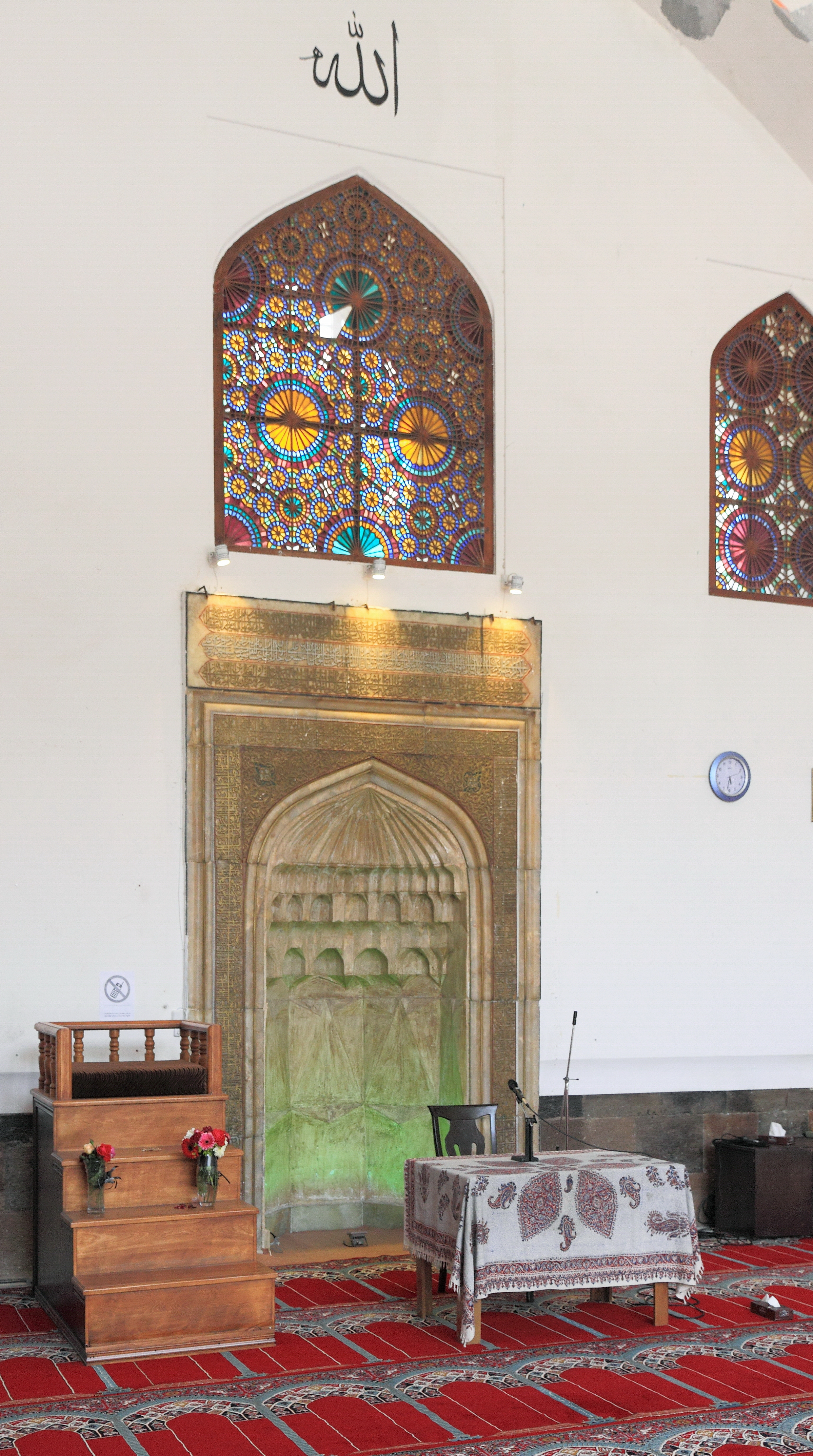
Mihrab
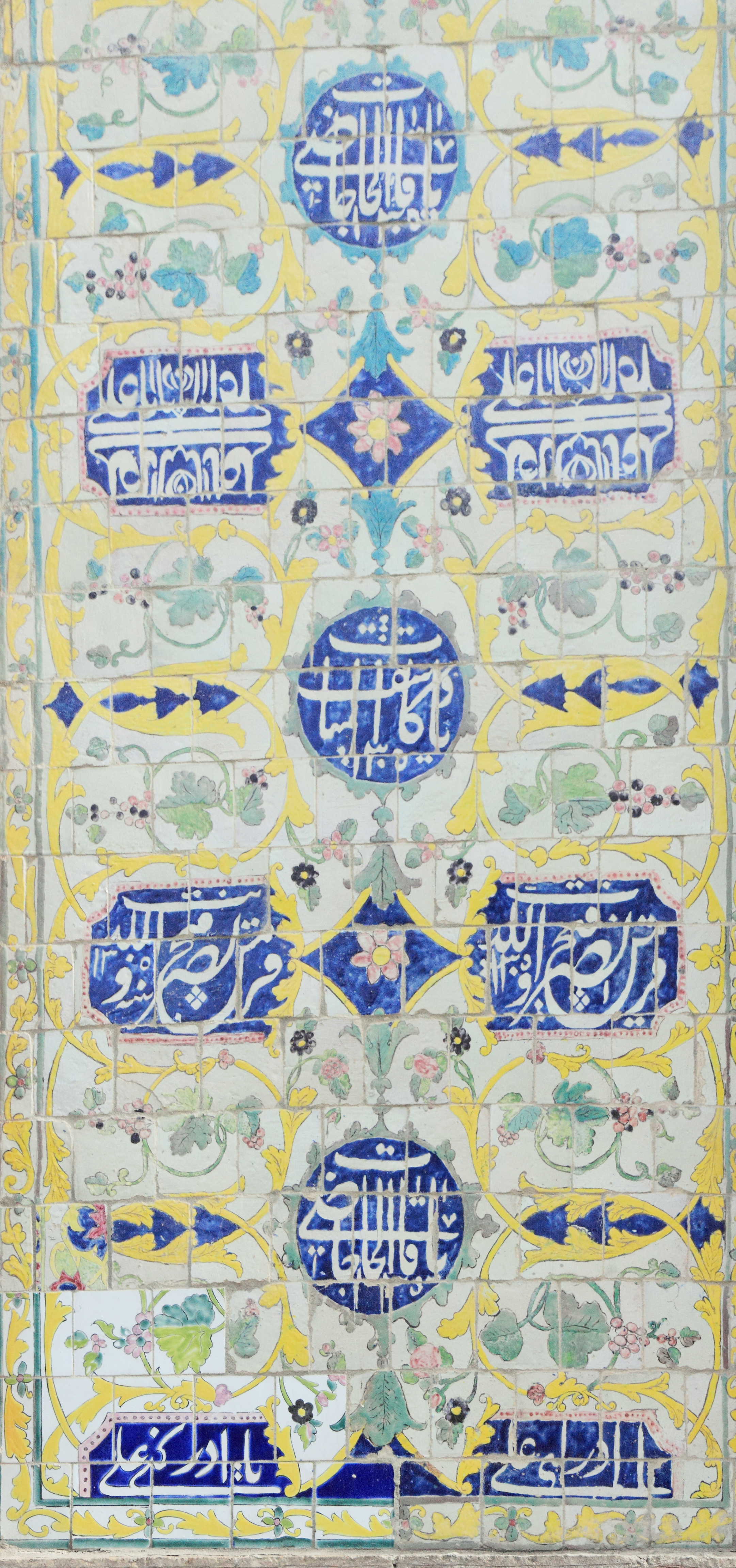
Zdobione płytki